# فیروز محمود حسین
فیروز محمود حسین (بنگالی: ফিরোজ মাহমুদ হোসেন؛ زادهٔ ۸ ژوئیهٔ ۱۹۷۴) بازیکن فوتبال اهل بنگلادش بود.
وی همچنین در تیم‌های ملی فوتبال زیر ۲۳ سال بنگلادش و بنگلادش بازی کرده است.